# Gare d'Umekōji-Kyōtonishi
Pour les articles homonymes, voir Umekōji (homonymie).
À ne pas confondre avec la gare d'Umekōji (ja), une ancienne gare de marchandises située tout près.
La gare d'Umekōji-Kyōtonishi (梅小路京都西駅, Umekōji-Kyōtonishi-eki) est une gare ferroviaire située dans l'arrondissement de Shimogyō à Kyoto située sur la ligne Sagano. La gare est exploitée par la compagnie JR West. Elle porte le nom du parc Umekōji (ja) dans lequel elle se trouve.

## Situation ferroviaire
La gare d'Umekōji-Kyōtonishi est située au point kilométrique (PK) 1,7 de la ligne principale San'in (appelée à cet endroit ligne Sagano). Elle se trouve dans le secteur Hachijō de l'arrondissement de Shimogyō, dans le quartier Kankiji-chō (観喜寺町).

## Histoire

### Conception et construction

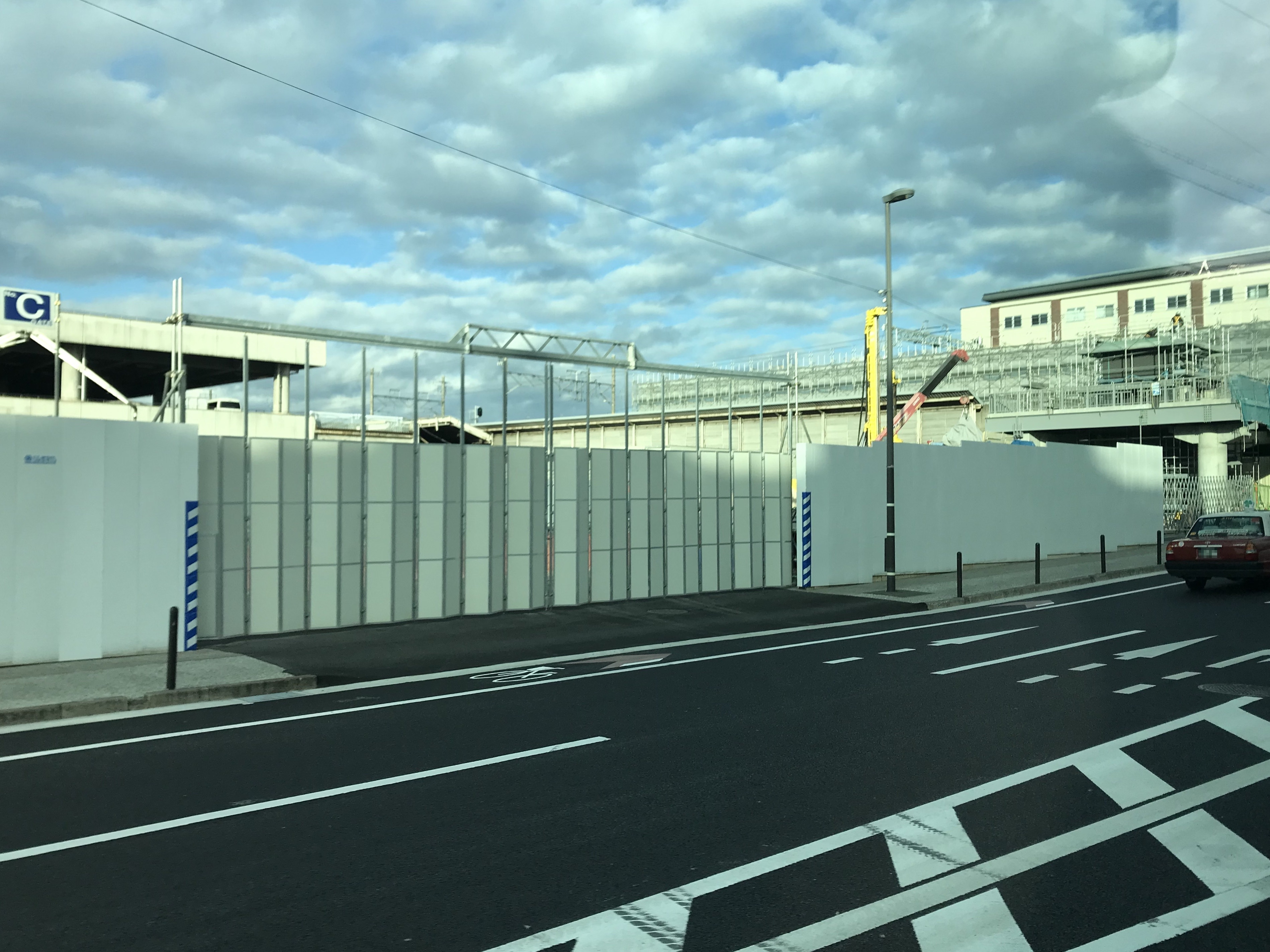
Chantier de construction de la gare d'Umekōji-Kyōtonishi en février 2019.

Le parc Umekōji est un parc près du centre-ville de Kyoto où l'on trouve plusieurs attraits touristiques. On y trouvait notamment le musée Umekōji de la locomotive à vapeur (ja), ainsi que l'aquarium de Kyoto (ja), qui a ouvert ses portes le 14 mars 2012. Le 29 avril 2016, le musée Umekōji est fermé et rénové, pour devenir le Kyoto Railway Museum, augmentant considérablement l'achalandage du secteur. La question de l'accès au parc a cependant été un sujet de débats, notamment dû à sa distance de la gare la plus proche, celle de Kyoto, à 1 700 mètres à l'est. En mai 2014, la chambre de commerce et d'industrie de Kyoto (ja) avait déjà proposé la création d'une nouvelle gare entre celles de Tambaguchi et de Kyoto pour stimuler l'économie locale et faciliter l'accès aux touristes. En août de la même année, la ville de Kyoto commence elle aussi à envisager la construction d'une gare. La ville signe un accord le 2 février 2015 avec JR West pour la construction d'une gare. Sur le coût total estimé de 4,9 milliards de yens, 1,9 milliard sont couverts par JR West, tandis qu'1,5 milliard sont financés par la ville et le 1,5 milliard restant, par le gouvernement national,. Le 27 février de la même année, une soumission est envoyée au bureau des transports du Kinki annonçant la création d'une nouvelle gare et une notice est envoyée au ministère du Territoire, des Infrastructures, des Transports et du Tourisme pour le changement du classement des voies entre la gare d'Umekōji et la gare de Tambaguchi à partir de sa désignation originale pour le transport de marchandises.
La section de la ligne principale Tōkaidō destinée au transport de marchandises, entre les gares d'Umekōji (ja) et de Tambaguchi, est abolie le 28 février 2016 pour la construction de la gare. Les plans de la nouvelle gare sont dévoilés le 12 août de la même année. La cérémonie de début de la construction se tient le 19 septembre. Des travaux de remplacement des viaducs ont lieu du 30 septembre au 1er octobre 2017,. 
En 1994, durant la foire nationale du verdissement (ja) à Kyoto, la gare temporaire de Rikka-fair-Umekōji (ja) avait été construite à 600 mètres à l'est du lieu planifié pour la future gare.

### Origine du nom
Des suggestions de noms pour la nouvelle gare sont récoltées par la ville de Kyoto entre le 26 mars et le 27 avril 2018, totalisant 1 257 soumissions. Les choix les plus populaires sont « Umekōji » (梅小路), avec 224 soumissions, et « Umekōji-kōen » (梅小路公園), littéralement « parc Umekōji », avec 205 soumissions. Après délibération, la division de Kyoto de la JR West annonce que le nom retenu est « Umekōji-Kyōtonishi » (梅小路京都西). Le nom prend en compte le souhait de préserver l'identité du parc Umekōji voisin, dont le nom est présent dans 836 soumissions envoyées. L'ajout de « Kyōtonishi » tient en compte sa position à l'ouest (« nishi » en japonais) de la gare de Kyoto, dans le but d'augmenter le tourisme vers la gare.
Le nom temporaire utilisé jusque-là était « gare de JR-Shichijō (ja) » (JR七条駅).

### Inauguration et opération
La gare d'Umekōji-Kyōtonishi est officiellement inaugurée sur la ligne Sagano le 16 mars 2019. L'ouverture de la gare a en effet attiré un afflux important de touristes et beaucoup de nouveaux commerces ont ouvert dans les cinq années suivant son inauguration.

## Service des voyageurs

### Accueil
La gare dispose d'un bâtiment voyageurs construit au niveau du sol en dessous des voies. Le bâtiment renferme des toilettes publiques, une salle à langer, les guichets de vente, une consigne automatique, ainsi qu'un défibrillateur entre autres. Au nord du bâtiment voyageurs se trouve la rue Shichijō-dōri (ja), menant aux arrêts d'autobus, à l'est de la gare. Les voies se trouvent au deuxième étage, ainsi que les deux quais latéraux. Deux ascenseurs permettent d'accéder aux voies.
Les guichets sont ouverts de 5h30 à 23h00. Les employés sont présents de 4h30 à 7h00, de 8h20 à 9h30, de 13h00 à 14h00, de 15h30 à 16h00, de 16h40 à 17h00, et de 18h00 à 23h10.

### Desserte
La gare comprend deux quais de part et d'autre des voies, dont les deux voies sont disposées de la façon suivante :
- Ligne Sagano
  - Quai 1
    - voie 1 : direction Kyoto

  - Quai 2
    - voie 2 : direction Kameoka, Sonobe et Fukuchiyama

### Gares adjacentes
| «     |  | Service                      |  | »          |
| ----- |  | ---------------------------- |  | ---------- |
| Kyoto |  | Ligne Sagano (service local) |  | Tambaguchi |

### Intermodalité
Les autobus du réseau d'autobus de Kyoto (ja) desservent la gare, à l'arrêt « Parc Umekōji-Gare de JR Umekōji-Kyōtonishi » (梅小路公園・ＪＲ梅小路京都西駅前), où passent les lignes 33, 58, 86, 205 et 208, et à l'arrêt « Parc Umekōji-Kyoto Railway Museum » (梅小路公園・京都鉄道博物館前), où passe la ligne 58.
Les autobus de la société privée Keihan Kyōto Kōtsū (ja) passe aussi à l'arrêt, nommément les lignes 2, 14, 15, 26, 26B, 28, 28A et 28B.  

## Dans les environs
La gare se trouve dans le parc Umekōji (ja), comprenant le Kyoto Railway Museum et l'aquarium de Kyoto (ja).
Parmi d'autres lieux à proximité sont le campus Ōmiya de l'université Ryūkoku, le temple bouddhiste Kōshō-ji (興正寺), la rue commerçante Shichijō (七条通商店街) et le temple bouddhiste Nishi-Hongan-ji, entre autres.